# Kreis Lippe
Kreis Lippe är ett distrikt i den nordöstra delen av Nordrhein-Westfalen. Lippe ingår i Weserbergland och ligger på västra sidan av floden Weser. Det tillhör regeringsdistriktet Detmold och har omkring 350 000 invånare.

## Historia
Kreis Lippe bildades när förbundslandet Nordrhein-Westfalen införlivade fristaten Lippes territorier, då Lippe slogs samman med staden Lügde. Orterna Grevenhagen, Lipperode och Cappel som tidigare varit exklaver som tillhört Lippe tillfördes andra kretsar i förbundslandet.

## Infrastruktur
I väst berör distriktet motorvägar A2 och A33 i sör.

## Geografi
Kreis Lippe gränsar i söder till Kreis Höxter, Kreis Paderborn och Kreis Gütersloh, i väster till den distriktfria staden Bielefeld, Kreis Herford, Kreis Minden-Lübbecke; också i norr och öster till det Niedersachsiska Landkreis Schaumburg, Landkreis Hameln-Pyrmont och Landkreis Holzminden.
Distriktet är indelat ytterligare 16 kommuner varav 10 är städer.
| Städer 1. Bad Salzuflen (53 812) 2. Barntrup (8 785) 3. Blomberg (15 972) 4. Detmold (72 646) 5. Horn-Bad Meinberg (17 616) 6. Lage (35 017) 7. Lemgo (41 186) 8. Lügde (10 224) 9. Oerlinghausen (16 606) 10. Schieder-Schwalenberg (8 681) Kommuner 1. Augustdorf (9 557) 2. Dörentrup (8 081) 3. Extertal (11 980) 4. Kalletal (14 228) 5. Leopoldshöhe (16 040) 6. Schlangen (8 770) |

(Parenteserna anger invånarantalet den 31 december 2011 )

## Politik

### Distriktsdirektör
- 1973-1985 Heinz Wegener SPD
- 1885-1990 Hans Budde SPD
- 1990-1999 Hans Pohl SPD
- sedan 1999 Friedel Heuwinkel CDU

### Fördelning av mandat i distriktsförsamlingen
Fördelning efter valet 2009:
- SPD med 22 mandat
- CDU med 21 mandat
- Bündniss 90/Die Grünen med 6 mandat
- FDP med 6 mandat
- Freie Wähler Lippe med 3 mandat
- Die Linke med 2 mandat

I församlingen styr en koalition bestående av CDU, de gröna och Freie Wähler.

## Idrott

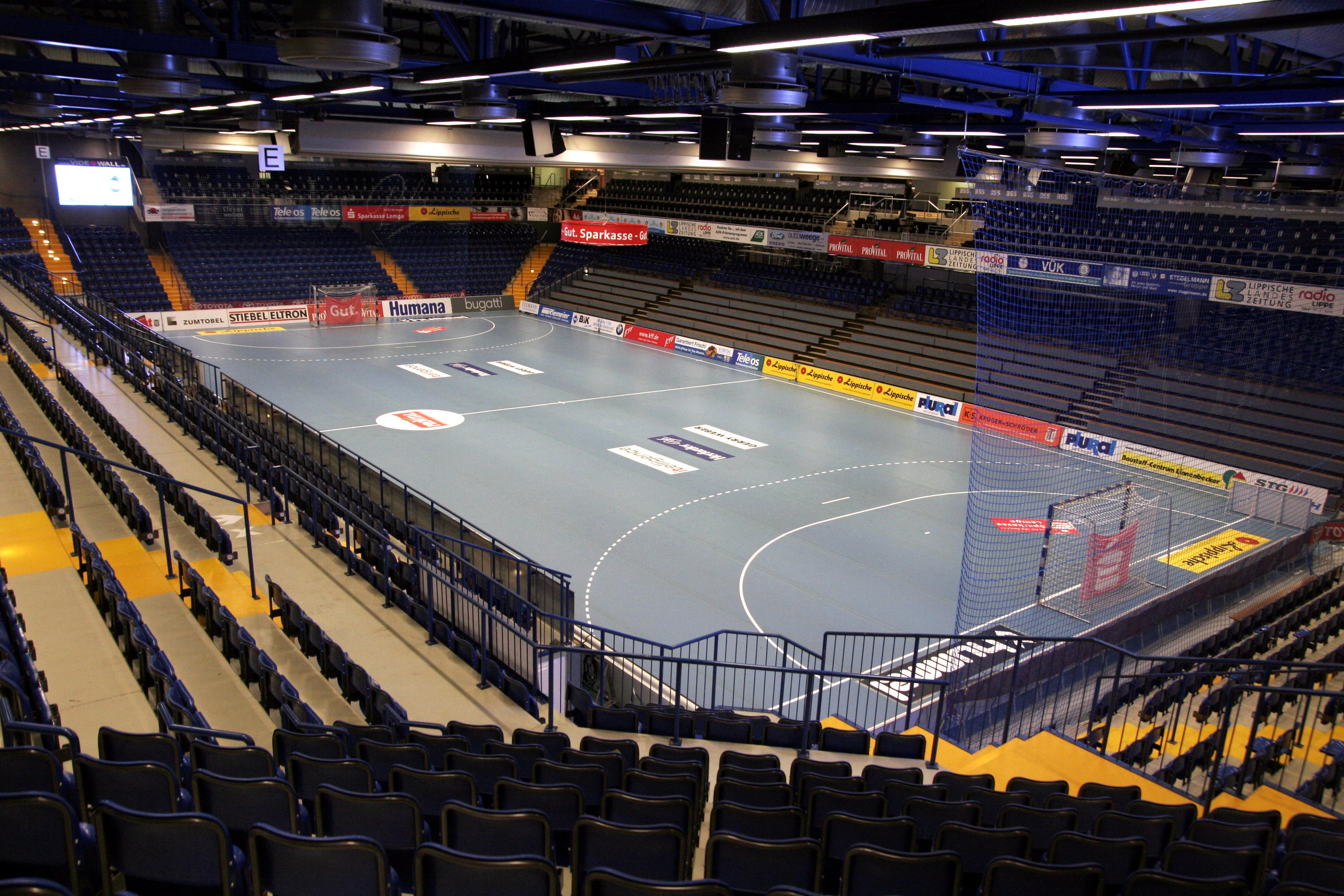
TBV:s nya Lipperlandhallen

Ett berömt inslag på sportfronten är distriktets framgångsrika handbollsklubb TBV Lemgo, som vunnit två tyska mästerskap, Europas Cupvinnarcupen en gång och EHF-Cupen en gång.

## Kända personer från Lippe
- Arminius
- Tidigare tysk kansler Gerhard Schröder
- Tidigare utrikesminister Frank-Walter Steinmeier
- Bernhard av Lippe-Biesterfeld